# Cephalotaxus mannii
Espèce
Classification phylogénétique
Statut de conservation UICN

 VU  : Vulnérable
Cephalotaxus mannii est une espèce d'arbres à feuilles persistantes du genre Cephalotaxus et de la famille des Cephalotaxaceae.

## Répartition
L'aire de répartition naturelle de Cephalotaxus mannii comprend le sud et l'ouest de la Chine, le nord-est de l'Inde, le Laos, le nord du Myanmar, le nord de la Thaïlande et le nord du Vietnam. En Chine, l'espèce se trouve dans le Guangdong, le Guangxi, dans le Hainan, le Tibet et dans le sud et l'ouest du Yunnan. Les stocks au Tibet et au Yunnan méritent des précisions à cause de la confusion avec Cephalotaxus fortunei. En Inde, il se trouve dans l'Arunachal Pradesh, l'Assam, le Manipur et le Nagaland.
Cephalotaxus mannii prospère à des altitudes de 500 à 2 000 mètres. L'espèce pousse principalement dans les forêts mixtes, les forêts caducifoliées subtropicales et les pentes boisées. Une variété de différents sols tels que le calcaire et les roches silicatées sont peuplés. L'espèce forme souvent des peuplements mélangés sur des sols silicatés avec Dacrycarpus imbricatus, Nageia wallichiana, Podocarpus neriifolius et des Taxus. Sur les sols calcaires, l'espèce est associée au genre Amentotaxus, au bois de Siam, à Nageia fleuryi, à Pinus fenzeliana, à Podocarpus pilgeri, à Pseudotsuga sinensis et à Taxus sumatrana.
Cephalotaxus mannii est classé "Vulnérable" dans la liste rouge de l'UICN. La principale menace est la destruction des forêts pour l'agriculture et la fragmentation des stocks qui en résulte. De plus, l'abattage ciblé de gros arbres pour l'extraction du bois et l'enlèvement de l'écorce à des fins médicales joue un rôle important. La diminution du stock total de l'espèce est difficile à estimer en raison de la zone de répartition étendue et fragmentée. Le stock en Chine est estimé à moins de 15 500 arbres, mais on ne sait pas combien d'entre eux sont entièrement cultivés.

## Description
Cephalotaxus mannii est un arbre à feuillage persistant qui peut atteindre une hauteur de 20 à 30 mètres et un diamètre à hauteur de poitrine de 0,5 à 1,1 m. On signale des spécimens atteignant 50 mètres de haut. L'écorce de la tige brun clair à brun rougeâtre s'écaille. Les branches de 8 à 24 centimètres de long et de 4,5 à 9,5 cm d'épaisseur sont de section elliptique à oblongue-elliptique en section transversale et environ la moitié aussi larges que longues.

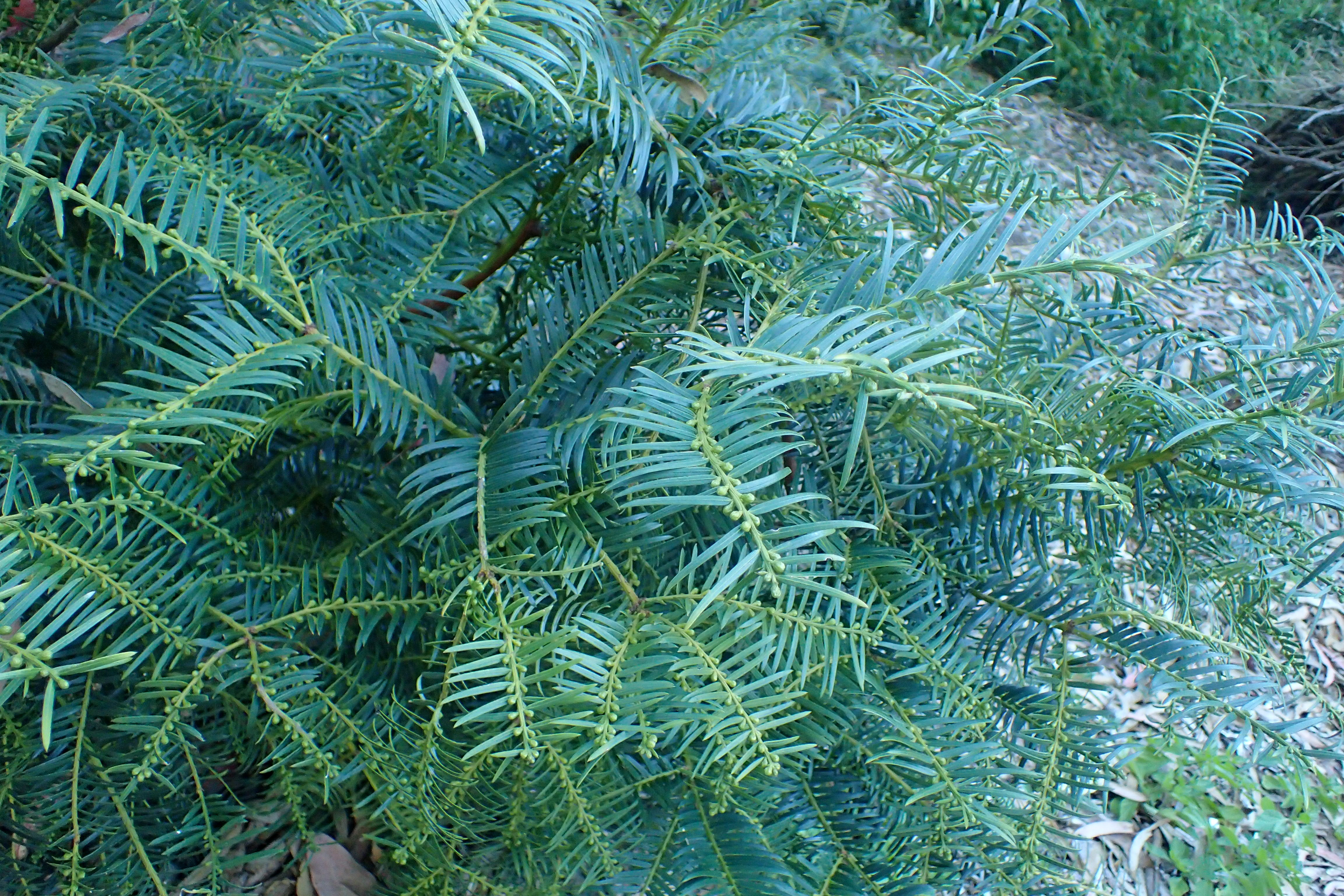
Cephalotaxus mannii

Les aiguilles courbées relativement minces ou coriaces, droites ou faiblement falciformes sont linéaires à linéaires-lancéolées, d'une longueur de 1,5 à 4 cm et d'une largeur de 2,5 à 4 millimètres. Elles reposent sur une tige longue de 1 mm et forment un angle de 45 à 80° par rapport aux branches. La base plus ou moins symétrique des aiguilles est obtuse à terne-cunéiforme, tandis que la pointe est brusquement pointue ou courte épineuse. Les bords de l'aiguille sont légèrement recourbés. Le sommet de l'aiguille est vert foncé ou vert olive brillant et sur la face inférieure de l'aiguille, il y a 19 à 26 rangs de stomates blancs à blanc bleuté.
La période de floraison de Cephalotaxus mannii s'étend de novembre à mars et les graines mûrissent d'août à octobre. Les cônes mâles jaune pâle sont sphériques avec un diamètre de 4 à 4,5 mm et se tiennent sur une tige de 1 à 5 mm de long. Ils sont en groupes de six à huit et contiennent chacun sept à 13 microsporophylles, chacune avec trois à quatre étamines. Les cônes femelles ont une tige de 0,6 à 1 cm de long et se tiennent seuls ou en groupes de jusqu'à trois ensemble. Ils sont entourés d'un tégument de 2,2 à 3 cm de long et de 1,1 à 1,2 cm d'épaisseur (arille). Il est d'abord vert et devient rouge à maturité. Les graines obovales à obovales-elliptiques mesurent de 2,2 à 2,8 cm de long et ont un bout pointu.
Le nombre de chromosomes est 2n = 24.

## Utilisation
Le bois de l'espèce est utilisé pour la production de meubles de haute qualité, des poignées pour les outils et l'art du bois. Il a une structure fine, est plutôt dur, très flexible et facile à travailler. Il ne se divise pas, ne se déforme pas et est considéré comme résistant à l'alimentation des insectes.
De l'huile peut être obtenue, qui est utilisée pour la peinture. En outre, les graines sont également utilisées en médecine.

## Source de la traduction
- (de) Cet article est partiellement ou en totalité issu de l’article de Wikipédia en allemand intitulé « Cephalotaxus mannii » (voir la liste des auteurs).